# Particule virtuelle
 (octobre 2020).
Si vous disposez d'ouvrages ou d'articles de référence ou si vous connaissez des sites web de qualité traitant du thème abordé ici, merci de compléter l'article en donnant les références utiles à sa vérifiabilité et en les liant à la section « Notes et références ».
En physique, une particule virtuelle est une fluctuation quantique transitoire, dont les caractéristiques sont proches de celles d'une particule ordinaire, mais qui existe pendant un temps limité du fait du principe d'incertitude. Le concept de particule virtuelle vient de la  théorie des perturbations de la théorie quantique des champs dans laquelle les interactions entre particules ordinaires sont décrites en termes d'échanges de particules virtuelles.

## Description

Échange d'une particule entre p_{1} et p_{2}.

Selon l'équation d'équivalence masse-énergie d'Einstein dans sa version relativiste, l'énergie d'une particule {\displaystyle E} est reliée à sa quantité de mouvement {\displaystyle p} par : {\displaystyle E^{2}=p^{2}c^{2}+m^{2}c^{4}}. Dans l'exemple ci-contre, deux particules de même masse en échangent une troisième qui viole la relation d'Einstein. En effet, selon les lois de conservation dans le référentiel du centre de masse, on a {\displaystyle E_{1}=E'_{1}} et {\displaystyle E_{1}=E'_{1}+E'_{3}} ce qui entraîne {\displaystyle E'_{3}=0}. La relation d'équivalence entraîne {\displaystyle m_{3}=0} et {\displaystyle p_{3}=0} : cette particule d'échange ne pourrait se déplacer et viole donc la conservation de l'énergie. Elle est dans un état dit virtuel. Cela reste possible tant que la relation d'incertitude de Heisenberg est respectée pendant le temps {\displaystyle t} de l'interaction :
{\displaystyle \Delta E\cdot \Delta t\geq {\frac {\hbar }{2}}}.
Lorsque les scientifiques ont tenté de trouver une formulation relativiste de l'équation de Schrödinger, des difficultés sont rapidement apparues. Ainsi l'équation de Dirac autorise pour les électrons autour d'un atome des états d'énergie aussi bien négative que positive. Cela est une conséquence du fait que l'équation de Dirac respecte la relation relativiste {\displaystyle E^{2}=p^{2}c^{2}+m^{2}c^{4}} où le signe de l'énergie n'est pas défini.
L'énergie négative pourrait sembler un artefact théorique. En relativité classique, ces états sont découplés des états d'énergie positive et sont ignorés. Ici, les états d'énergie positive et négative sont couplés. Pour un atome avec un électron ayant une énergie positive, le calcul montre qu'au cours du temps, il existe des états d'énergie négative.
Comme il est possible d'extraire une quantité arbitraire d'énergie d'un électron, les atomes ne sont plus stables. L'électron peut descendre sur des niveaux d'énergie de plus en plus négatifs (après avoir passé ce seuil égal à {\displaystyle 2mc^{2}} où {\displaystyle m} est la masse de l'électron) en émettant indéfiniment des photons. Ce qui ne correspond pas à l'observation.
La solution de Dirac fut d'imaginer que tous les états d'énergie négative étaient occupés — mer de Dirac — et d'invoquer le principe d'exclusion de Pauli pour expliquer que les électrons « observables » ne tombent pas dans des états d'énergie négative. De plus, si on excite un électron de la mer de Dirac, cela laisse un trou qui se comporte comme un électron de charge positive, un positron. Ce fut la première prédiction de l'existence de l'antimatière.
Toutefois cette théorie ne fonctionne que pour les fermions. Une autre approche consiste à rechercher une formulation de la théorie autorisant un nombre variable de particules (ce qui est d'ailleurs naturel dans un contexte relativiste) et à réinterpréter les états d'énergie négative comme des états d'énergie positive de particules d'antimatière (voir Théorie quantique des champs).

Interaction d'un électron et d'un positron par l'échange d'un photon virtuel.

Cette approche conduit à décrire l'interaction des particules comme résultant de l'échange de particules virtuelles sous forme d'un diagramme de Feynman, un processus d'interaction donné s'obtenant par la « somme » de tous les diagrammes autorisés par les lois de conservation.

## Particules virtuelles et fluctuations du vide
On pourrait définir une particule virtuelle comme une particule ayant une très courte durée d'existence à l'échelle macroscopique. Dans la pratique, une telle particule apparaît, existe un certain temps sans être observée (sans interaction), puis disparaît (voir Vide quantique). La création ou la destruction de particules est observée dans les accélérateurs de particules. Par exemple, la collision de deux électrons peut donner lieu à l'émission de gerbes de nombreuses particules, certaines beaucoup plus massives que les électrons initiaux. Ce phénomène est prédit par les théories qui empruntent à la fois à la théorie de la relativité et à la mécanique quantique.
La relativité affirme que la masse est une forme d'énergie via la relation {\displaystyle E=mc^{2}}. Par ailleurs, une partie de la masse d'un noyau peut se convertir en énergie via les phénomènes de fission ou de fusion nucléaires.
D'un autre côté, le principe d'incertitude, en mécanique quantique, avance que certaines variables ne peuvent être connues avec une précision arbitraire. Plus exactement, certaines paires de variables dites conjuguées ne peuvent être connues simultanément avec une précision arbitraire. Il en est ainsi de la position et de l'impulsion qui obéissent à la relation :
{\displaystyle \Delta x\cdot \Delta p_{x}\geq {\frac {\hbar }{2}}},
où {\displaystyle x} est la position de la particule selon un axe donné, {\displaystyle p_{x}} son impulsion le long de cet axe et {\displaystyle \Delta x} et {\displaystyle \Delta p_{x}} traduisent l'incertitude dans la mesure de la position et de l'impulsion respectivement.
L'étude de la mécanique quantique et de certains de ses paradoxes (voir Paradoxe EPR et Inégalités de Bell) montrent que cette incertitude est une propriété intrinsèque de la particule. On utilise d'ailleurs parfois l'expression de « principe d'indétermination » au lieu de « principe d'incertitude ».
Une telle relation existe aussi pour d'autres paires de variables comme la mesure du spin selon deux axes perpendiculaires ou pour l'énergie et le temps.
{\displaystyle \Delta E\cdot \Delta t\geq {\frac {\hbar }{2}}}
Cette relation traduit la relation entre l'énergie d'un processus physique donné et sa durée.
Un exemple bien précis est donné par les raies d'émission des atomes lorsque les électrons changent de niveau d'énergie. Lorsqu'il est excité, il se retrouve sur une orbitale d'énergie plus élevée, puis, après un certain temps, il retombe spontanément dans un état d'énergie plus faible en émettant un photon d'énergie égale à la différence d'énergie de ces deux niveaux. Si l'électron reste longtemps sur le niveau excité (état métastable), alors la précision sur l'énergie sera grande et la fréquence du photon précise. Par contre, si le niveau excité est fortement instable, l'électron retombe très vite, la précision sur la durée est grande ({\displaystyle \Delta t} est au pire de l'ordre de la durée du processus) et l'incertitude sur l'énergie est grande. Cela se traduit par un élargissement des raies spectroscopiques.
Considérons maintenant le vide et un intervalle de temps {\displaystyle t} extrêmement court. Dans ce cas, l'incertitude sur l'énergie sera :
{\displaystyle \Delta E\geq {\frac {\hbar }{2t}}}
Si cette incertitude est suffisante, l'énergie peut être suffisante pour correspondre à une particule selon la relation {\displaystyle E=mc^{2}}. Il est donc possible que pendant un instant très bref une particule existe. Elle semble provenir du vide, existe un bref instant, et disparaît presque aussitôt. Ce sont des fluctuations du vide. Le vide serait rempli de particules virtuelles apparaissant et disparaissant en permanence. Elles seraient d'autant plus nombreuses que leur existence est courte.
En plus de l'énergie et de l'impulsion, d'autres propriétés doivent respecter des lois de conservation, telle la charge électrique. Ainsi, pour les électrons, on ne peut avoir que l'apparition spontanée de paires « électron — positron ».
Une autre différence importante entre électrons et photons est leur masse propre. Les électrons ont une masse propre non nulle auquel correspond une énergie, selon {\displaystyle E=mc^{2}}. Ce n'est que pour des durées extrêmement courtes que de telles paires « électron — positron » peuvent exister, de l'ordre de {\displaystyle 6\cdot 10^{-22}s}. Par contre, des photons virtuels peuvent avoir une durée de vie relativement grande pourvu que leur énergie soit très faible.
Ces fluctuations du vide ne peuvent être observées, mais leurs effets sont mesurables. C'est le cas de l'effet Casimir. Les calculs montrent que l'énergie du vide, résultant de ces fluctuations, est a priori infinie. Cependant, sous certaines conditions, elle est finie, peut être calculée et conforme aux observations.

## Particules virtuelles et particules réelles
Les particules virtuelles possèdent des propriétés qui diffèrent des particules réelles.
- Les particules virtuelles et réelles sont identiques. Elles ont même masse propre, même spin, même charge électrique... Toutes leurs propriétés intrinsèques sont les mêmes.
- Les particules virtuelles apparaissent puis disparaissent rapidement, contrairement aux particules réelles. Les particules réelles sont observées contrairement aux particules virtuelles dont l'existence éphémère ne concerne qu'une interaction entre deux autres particules (réelles ou virtuelles).
- Les particules virtuelles ne respectent pas la conservation de l'énergie. Pour une fluctuation dans le vide, par exemple, il y a au départ une absence de particule, puis apparition d'une particule avec une certaine énergie puis disparition. La conservation de l'énergie est donc violée un bref instant, mais la durée d'existence de la particule est compatible avec les relations d'incertitudes. L'énergie d'une particule virtuelle peut être négative.

Dans le processus d'interaction décrit par le diagramme de Feynman ci-dessus, considérons seulement la partie inférieure du diagramme.
Ce diagramme traduit l'interaction entre un photon réel et un électron réel. En fait, la particule est considérée comme virtuelle seulement si elle apparaît et disparaît au cours du processus. Tandis que si ce qui advient de la particule après le processus est ignoré, on considère la particule comme réelle.
En réalité, si l'on observe la particule avec un appareil de mesure, la particule réelle est également incluse entre deux interactions : une émission ou une interaction et une détection. Par exemple, le photon réel émis par le processus ci-dessus sera observé et donc absorbé par une molécule de nitrate d'argent d'une plaque photographique ou par interaction avec un électron comme dans le premier diagramme, à l'aide d'un détecteur photoélectrique.
Cette distinction virtuel - réel basée sur le fait que la particule n'existe que le temps du processus considéré est donc conventionnelle et dépend du point de vue.
De plus, la conservation parfaite de l'énergie dans le cas d'une particule réelle est une conséquence de sa durée d'existence, qui est théoriquement très longue. Les particules finissent par disparaître après un temps très long, mais il est plus facile dans les calculs des diagrammes de Feynman de considérer que les particules entrant et sortant du diagramme sont réelles, de durée de vie infinie et d'énergie précise. 
Il est plus facile de calculer les sections efficaces pour des énergies, des directions et des polarisations précises puis d'utiliser des distributions probabilistes pour les utiliser dans des situations plus réalistes.
Les fluctuations du vide sont par définition toujours des particules virtuelles. Mais ces fluctuations n'interagissent quasiment jamais avec des particules réelles (même via l'interaction avec d'autres particules virtuelles), ce que l'on constate d'ailleurs dans les calculs de la théorie des champs car les « contributions du vide » s'annulent identiquement et ne contribuent pas aux processus. Néanmoins, il faut noter que ce sont ces particules initialement virtuelles issues du vide qui sont en jeu dans le rayonnement de Hawking qui serait responsable de l'évaporation des trous noirs.

## Particules virtuelles et forces à distance
Une application intuitive, simple et intéressante des particules virtuelles est leur utilisation dans les forces à distance.
L'interaction de deux particules (comme dans le premier diagramme ci-dessus) est modélisée par l'échange de particules virtuelles. Nous pouvons donc considérer que l'interaction de deux particules distantes (interaction électrostatique, interaction nucléaire) se fait par l'échange d'une particule virtuelle, « médiatrice » de cette interaction. Ces particules sont aussi appelées bosons de jauge car elles sont une conséquence de la description des interactions dans le formalisme des théories des champs de jauge.
Les médiateurs des interactions sont les suivants :
- Interaction gravitationnelle : graviton (hypothétique)
- Interaction électromagnétique : photon
- Interaction faible : boson Z et bosons W
- Interaction forte : gluon
- Interaction nucléaire : méson pi. Cette dernière étant une conséquence de l'interaction forte.

Imaginons par exemple deux électrons situés à une certaine distance {\displaystyle L} l'un de 
l'autre. Ces deux électrons vont échanger des photons virtuels. Cet échange va provoquer une variation de l'énergie globale du couple d'électrons et se traduire par une force d'interaction électrostatique.
Le calcul qui suit, intuitif, ne sert qu'à illustrer l'idée. Un calcul plus précis doit faire appel à l'arsenal de la théorie quantique des champs. On peut concevoir que si les électrons échangent un photon d'énergie {\displaystyle E}, alors l'énergie globale du couple d'électrons va être modifiée d'une quantité environ proportionnelle à {\displaystyle E}. La constante {\displaystyle k} de proportionnalité dépendant du couplage entre électrons et photons. Mais les photons virtuels doivent parcourir la distance {\displaystyle L} et ils ne peuvent le faire qu'à la vitesse de la lumière. C’est-à-dire en un temps égal à {\displaystyle t=L/c}.
Le principe d'incertitude affirme que l'énergie des photons virtuels sera de l'ordre de {\displaystyle \hbar /t}. L'énergie d'interaction sera donc approximativement :
{\displaystyle E_{int}={\frac {k\cdot \hbar \cdot c}{L}}}
Et donc, pour avoir la force d'interaction, il faut dériver cette expression par la distance :
{\displaystyle F={\frac {\partial E_{int}}{\partial L}}=-{\frac {k\cdot \hbar \cdot c}{L^{2}}}}
La force d'interaction électrostatique diminue donc comme le carré de la distance.
On peut comparer ce résultat à la force de Coulomb entre deux charges élémentaires :
{\displaystyle F=-{\frac {e\cdot e}{L^{2}}}{\frac {1}{4\pi \epsilon _{0}}}}
Dans ce cas, on trouve comme ordre de grandeur pour la constante de proportionnalité sans dimension :
{\displaystyle k=0.007}.
Ce résultat ne dépend pas du nombre de dimensions spatiales. Alors, qu'en électromagnétisme classique, l'intensité de la force électrostatique diminue comme le carré de la distance car l'espace est à trois dimensions (l'intensité d'une onde électromagnétique sphérique diminue comme l'inverse de la surface de la sphère donc comme le carré de son rayon).
Dans le cas d'une interaction nucléaire, la particule est massive. Le méson pi est nettement plus lourd que l'électron, par exemple. La distance que peut parcourir la particule n'est plus quelconque. En effet, son énergie ne peut pas être inférieure à {\displaystyle mc^{2}} où {\displaystyle m} est la masse de la particule. Par conséquent, son temps d'existence est au mieux de l'ordre de {\displaystyle \hbar /mc^{2}}. Et comme la particule ne peut pas aller plus vite que la lumière, elle ne pourra parcourir qu'une courte distance.
On peut donc prédire que pour un vecteur d'interaction massif, la force va rapidement décroître pour devenir quasiment inexistante au-delà d'une distance de l'ordre de :
{\displaystyle L={\frac {\hbar }{mc}}}
Par exemple, le boson Z a une masse d'environ 91 GeV (les bosons W sont plus légers mais ils sont chargés et leurs échanges ne peuvent que se faire par paires ou par changement de charge des particules en interaction). Cela donne une distance de l'ordre de {\displaystyle 2\cdot 10^{-18}m}.